# Спенсервил (Мериленд)
Спенсервил (енгл. Spencerville) насељено је место без административног статуса у америчкој савезној држави Мериленд.

## Демографија
По попису из 2010. године број становника је 1.594.
| Група             | 2000.    | 2010.       |
| Белци             | 0 (0,0%) | 897 (56,3%) |
| Афроамериканци    | 0 (0,0%) | 193 (12,1%) |
| Азијати           | 0 (0,0%) | 211 (13,2%) |
| Хиспаноамериканци | 0 (0,0%) | 207 (13,0%) |
| Укупно            | 0        | 1.594       |